# 디스트릭트

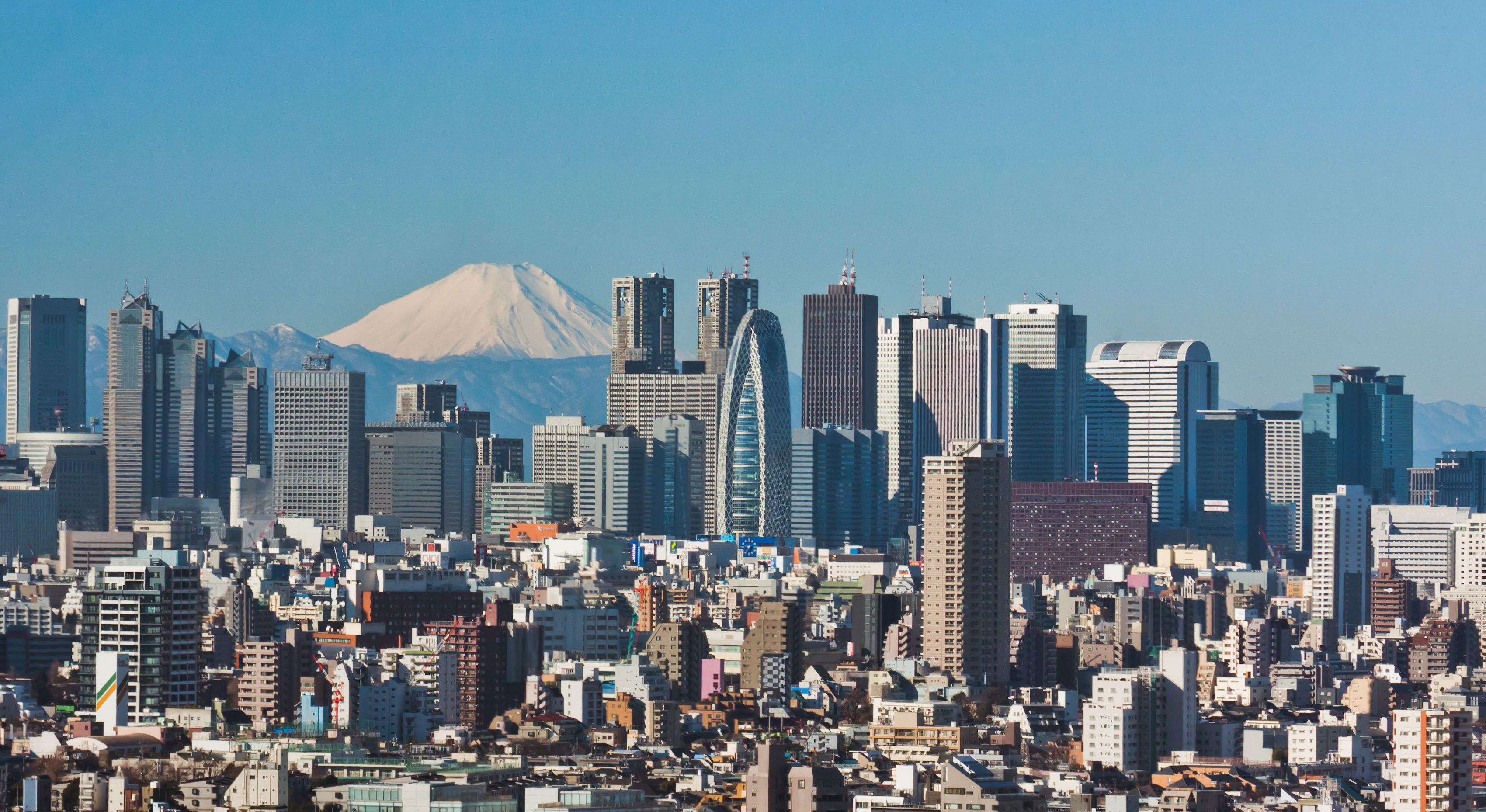

디스트릭트(district)는 행정 구역의 일종으로, 일부 국가에서는 지방 정부의 관리를 받는다. 전 세계적으로 "디스트릭트"로 알려진 지역들은 지역, 카운티, 여러 지방 자치체, 지방 자치체의 구획, 학구, 선거구 등 그 규모가 다양하다.

## MUD
MUD(Municipal utility district)는 디스트리트 거주자들에게 서비스(예: 전기, 천연 가스, 오물 처리, 쓰레기 수집/관리, 도매 전기 통신, 물)를 제공하는 특별목적지구 또는 기타 관할이다. 지역 거주민들은 MUD 설립에 투표할 수 있으며 이는 주민들에 의해 선출되는 위원회에 의해 대표된다. 정부 기관으로서 이들은 보통 비영리이다.

## 같이 보기
- 지방 자치체